# Epidendrum peperomia
The Peperomia-like Epidendrum (Epidendrum peperomia) là một loài lan trong chi Epidendrum.

## Hình ảnh

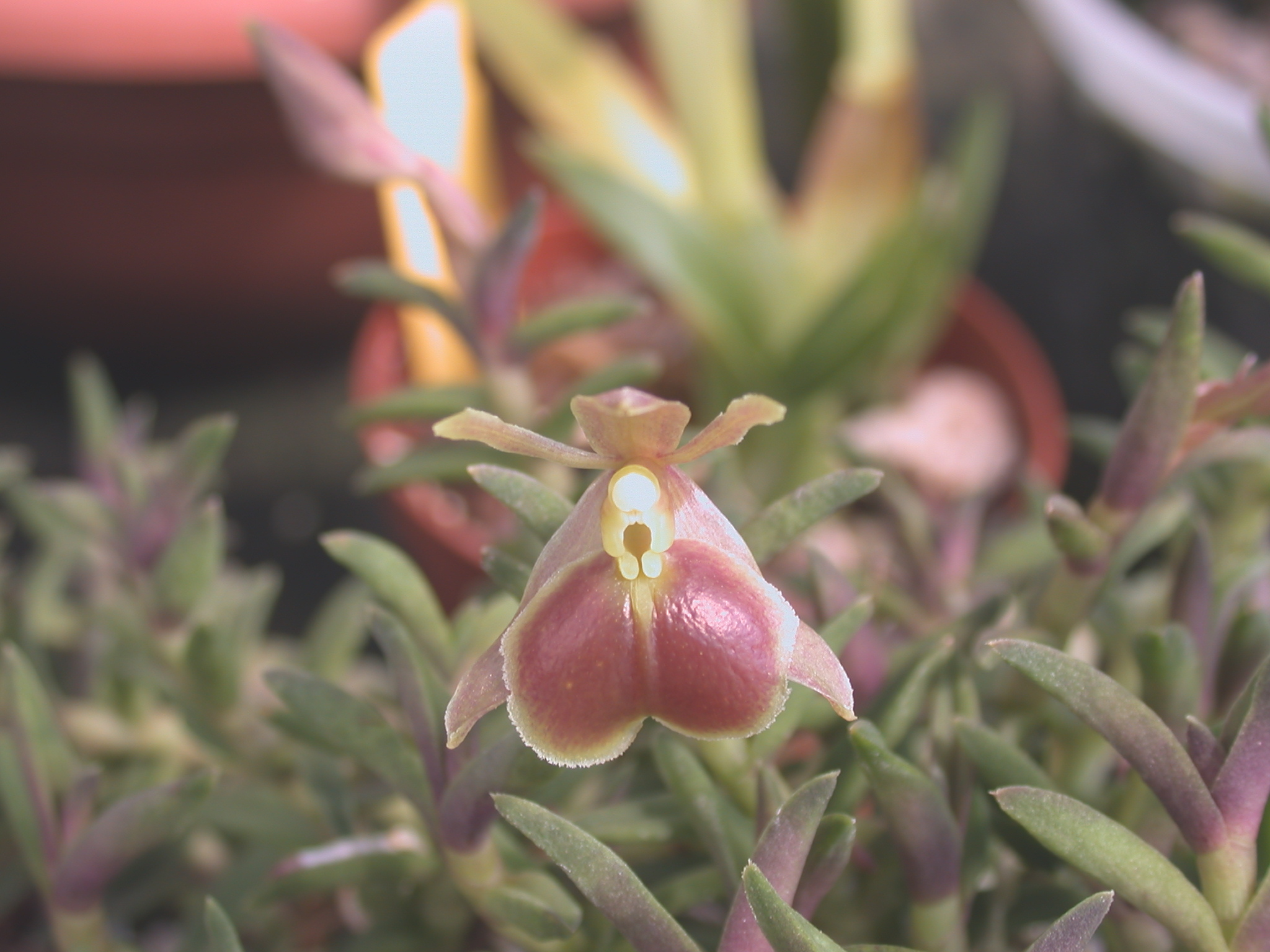
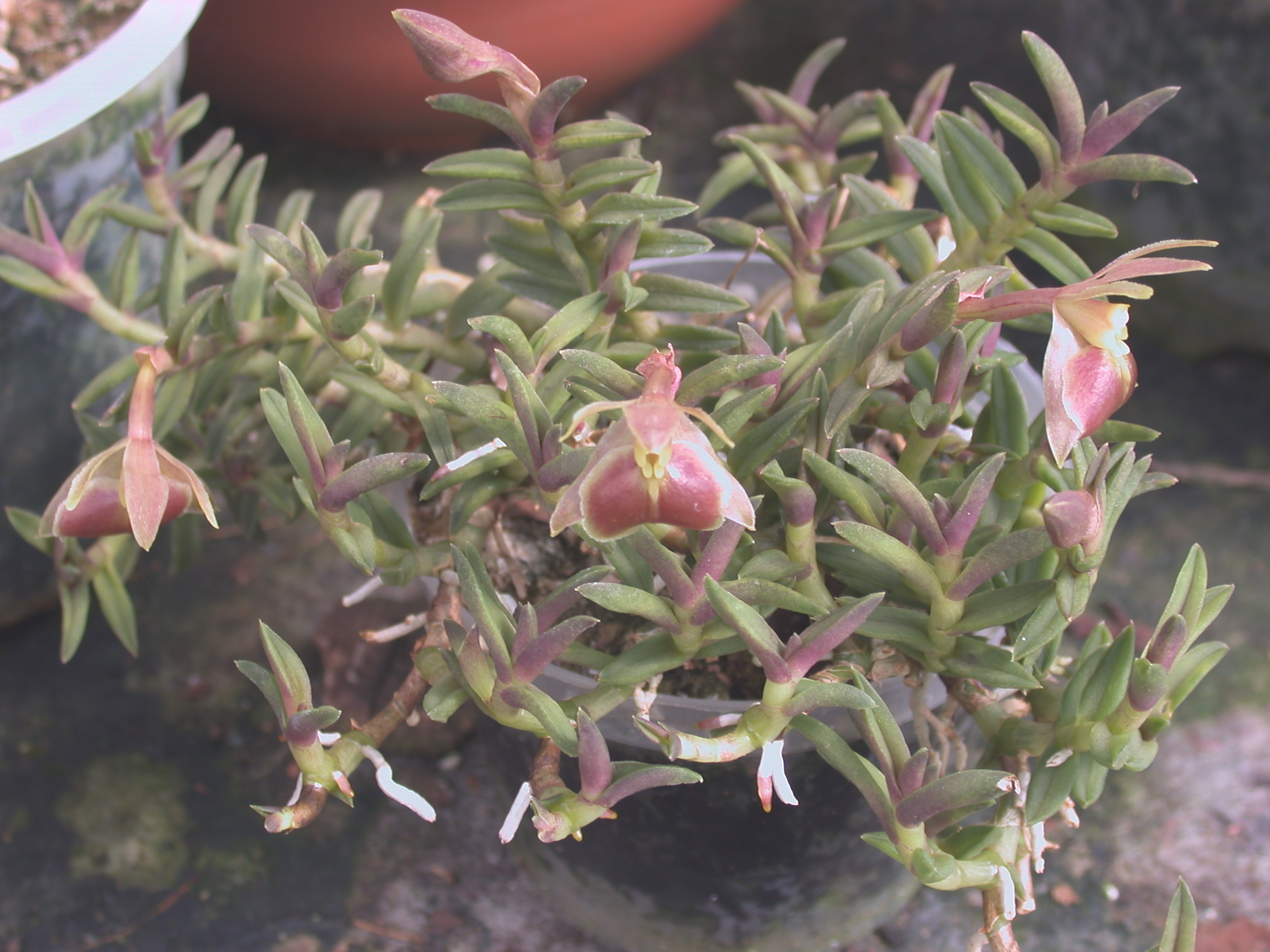
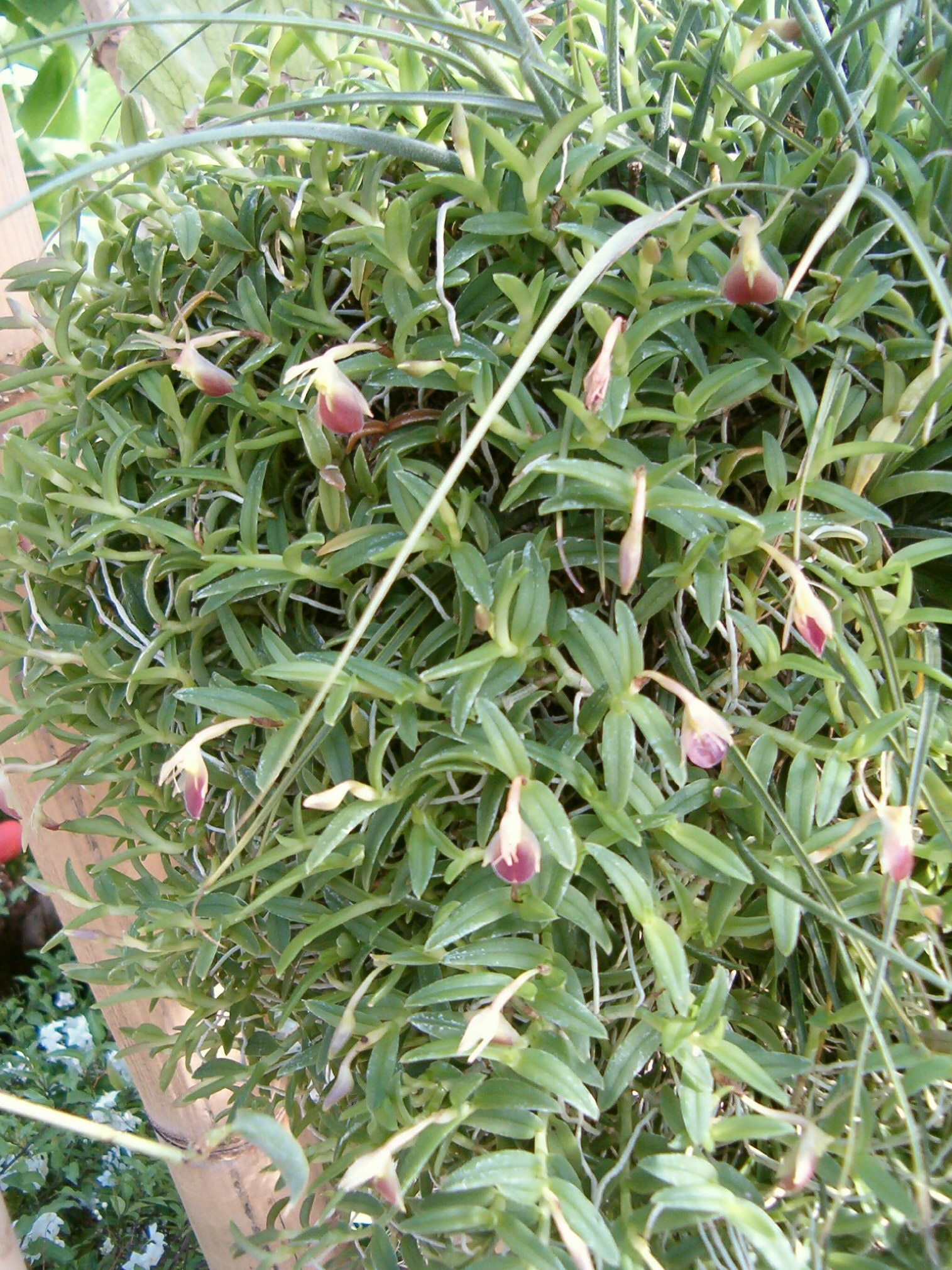
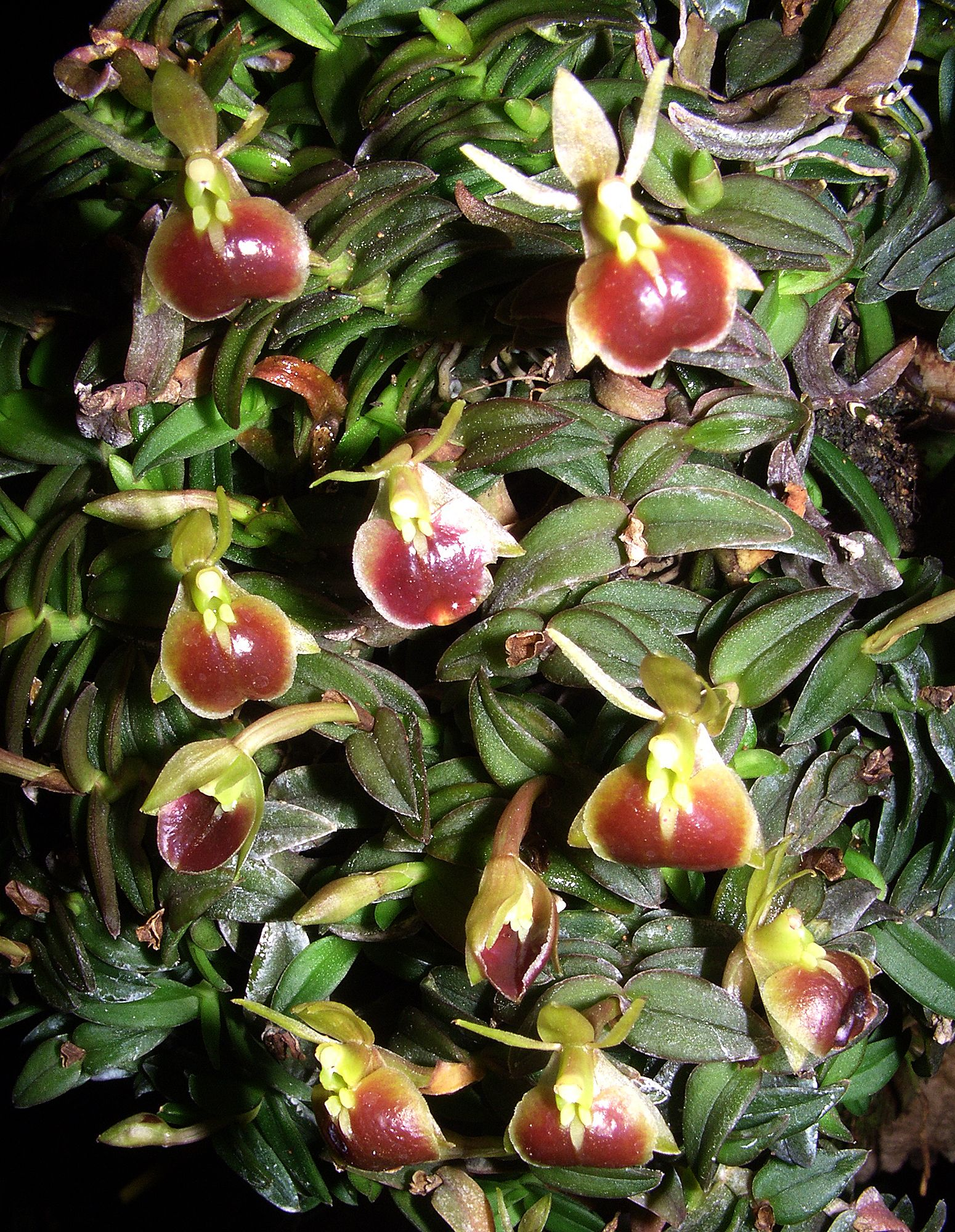